# Hybanthus rivalis
Hybanthus rivalis är en violväxtart som först beskrevs av Arech., och fick sitt nu gällande namn av Wilhelm Guillermo Gustav o Franz Francis Herter. Hybanthus rivalis ingår i släktet Hybanthus och familjen violväxter. Inga underarter finns listade i Catalogue of Life.